# Vallentigny
Vallentigny ist eine Gemeinde im französischen Département Aube in der Region Grand Est. Sie gehört zum Kanton Brienne-le-Château und zum Arrondissement Bar-sur-Aube. Nachbargemeinden sind Rances im Nordwesten, Hampigny im Norden, Rives Dervoises im Osten, Maizières-lès-Brienne im Süden, Perthes-lès-Brienne im Südwesten und Blignicourt im Westen.

## Bevölkerungsentwicklung
| Jahr      | 1962 | 1968 | 1975 | 1982 | 1990 | 1999 | 2008 | 2018 |
| --------- | ---- | ---- | ---- | ---- | ---- | ---- | ---- | ---- |
| Einwohner | 451  | 380  | 314  | 227  | 205  | 191  | 210  | 179  |

## Sehenswürdigkeiten
- Kirche Saint-Antoine, Monument historique

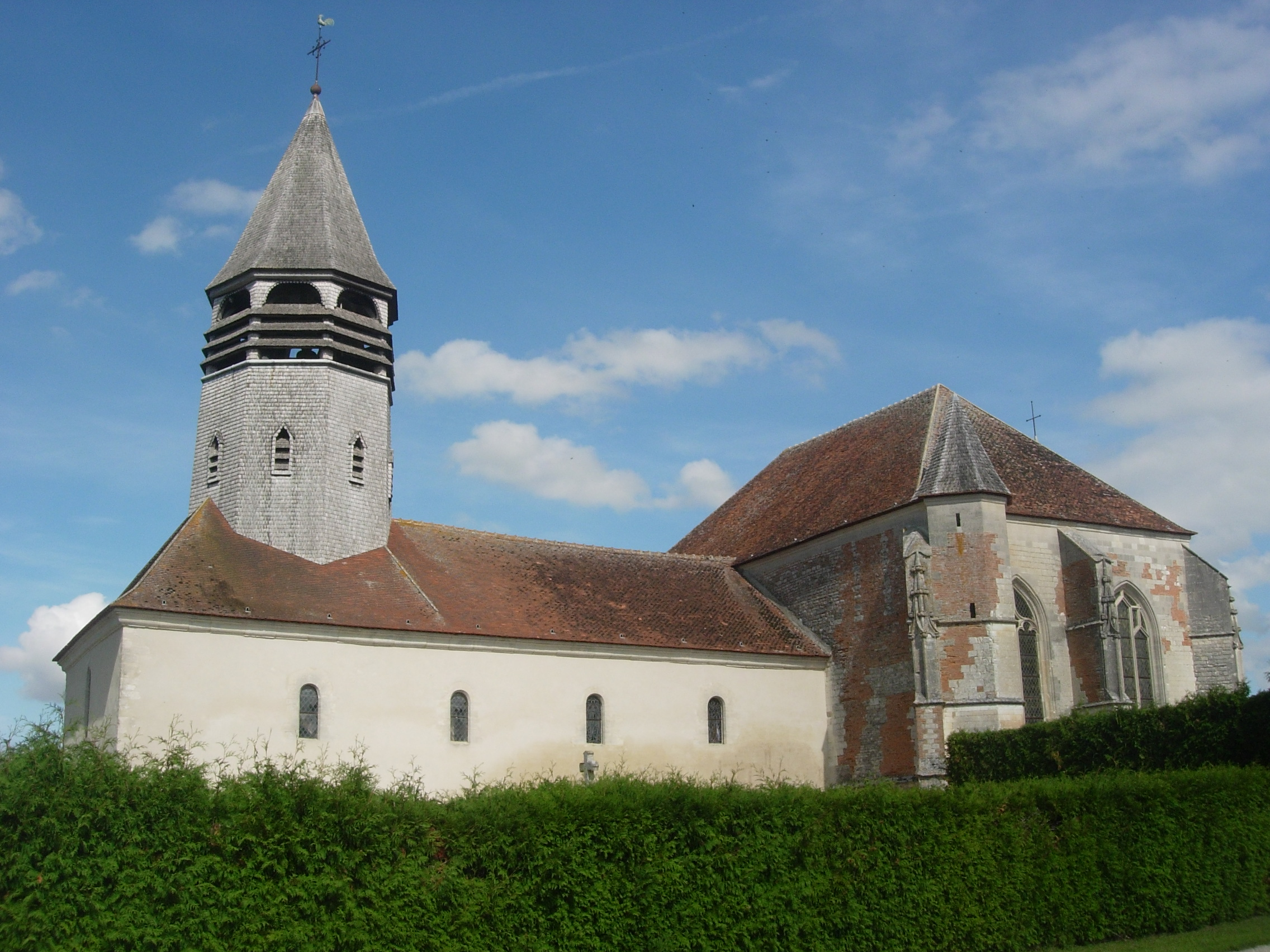
Kirche Saint-Antoine